# São Miguel de Vila Boa
São Miguel de Vila Boa ist eine Gemeinde (Freguesia) im portugiesischen Kreis Sátão. In ihr leben 1226 Einwohner (Stand 19. April 2021).